# Liinu
Liinu (est. Liinu järv) – jezioro w Estonii, w prowincji Põlvamaa, w gminie Kanepi. Położone jest na zachód od wsi Kanepi na granicy z gminą Otepää. Ma powierzchnię 4,8 ha, linię brzegową o długości 1002 m, długość 335 m i szerokość 130 m. Należy do pojezierza Kooraste (est. Kooraste järved). Sąsiaduje z jeziorami Sinikejärv, Lubjaahju, Kooraste Pikkjärv. Przepływa przez nie rzeka Pühäjõgi.